# Margaret Louisa Woods
Margaret Louisa Woods, z domu Bradley (ur. 20 listopada 1855 w Rugby, zm. 1 grudnia 1945) – angielska powieściopisarka i poetka. 
Napisała powieści A Village Tragedy (1889), Esther Vanhomrigh (1891), Sons of the Sword (1901), The King's Revoke (1905), The Invader (1907) i 
zbiory liryki A Poet's Youth. Lyrics and Ballads (1891), Aeromancy (1896), Songs (1896), Poems Old and New (1907), Collected Poems (1913), The Return and Other Poems (1921). Ułożyła między innymi wiersz Gaudeamus Igitur.